# Championnats du monde d'escrime 1967
Navigation
Édition précédente Édition suivante
Les championnats du monde 1967 se sont déroulés à Montréal au Canada du 5 juillet au 16 juillet 1967. Ils sont organisés par la Fédération canadienne d'escrime sous l’égide de la Fédération internationale d'escrime.
La compétition comprend cette année-là 8 épreuves (deux féminines et 6 masculines) :
- Féminines
  - Fleuret individuel
  - Fleuret par équipe
- Masculines
  - Fleuret individuel
  - Fleuret par équipe
  - Epée individuelle
  - Epée par équipe
  - Sabre individuel
  - Sabre par équipe

## Médaillés
| Épreuves           | Or | Argent | Bronze                                                                                    |
| ------------------ | --- | --- | ----------------------------------------------------------------------------------------- |
| Épée               | | |                                                                                           |
| Hommes individuel  | Aleksey Nikanchikov                                                                                          | Hryhoriy Kriss | Rudolf Trost                                                                              |
| Hommes par équipes | Union soviétique- Aleksey Nikanchikov - Viktor Modsolevski - Guram Kostava - Iosif Vitebski - Hryhoriy Kriss | France- Jean-Pierre Allemand - Yves Boissier - Claude Bourquard - Jacques Brodin - Yves Dreyfus                                     | Hongrie- Csaba Fenyvesi - Győző Kulcsár - Zoltán Nemere - Pál Schmitt - Pál Nagy          |
| Fleuret            | | |                                                                                           |
| Hommes individuel  | Viktor Putyatin                                                                                              | Jenő Kamuti | Bernard Talvard                                                                           |
| Hommes par équipes | Roumanie- Ion Drîmbă - Mihai Țiu - Tănase Mureșanu - Iuliu Falb - Ștefan Ardeleanu                           | Union soviétique- Mark Midler - Leonid Romanov - Yuriy Sharov - Viktor Putyatin - German Sveshnikov                                 | Pologne- Witold Woyda - Egon Franke - Adam Lisewski - Janusz Różycki - Ryszard Parulski   |
| Femmes individuel  | Aleksandra Zabelina                                                                                          | Antonella Ragno | Ildikó Bóbis                                                                              |
| Femmes par équipes | Hongrie- Ildikó Rejtő - Ildikó Bóbis - Mária Gulácsy - Lidia Sákovits-Dömölky - Katalin Juhász               | Union soviétique- Galina Gorokhova - Nadezhda Kondratyeva - Aleksandra Zabelina - Valentina Rastvorova - Tatyana Petrenko-Samusenko | Roumanie- Ileana Gyulai - Ana Pascu - Ecaterina Stahl-Iencic - Marina Stanca - Olga Orbán |
| Sabre              | | |                                                                                           |
| Hommes individuel  | Mark Rakita                                                                                                  | Jerzy Pawłowski | Tibor Pézsa                                                                               |
| Hommes par équipes | Union soviétique- Mark Rakita - Boris Melnikov - Edouard Vinokurov - Vladimir Nazlymov - Umyar Mavlikhanov   | Hongrie- Péter Bakonyi - Tibor Pézsa - Attila Kovács - Miklós Meszéna - Tamás Kovács                                                | France- Claude Arabo - Jean Ramez - Serge Panizza - Marcel Parent - Bernard Vallée        |

## Tableau des médailles
| Rang | Nation           | Or | Argent | Bronze | Total |
| ---- | ---------------- | -- | ------ | ------ | ----- |
| 1    | Union soviétique | 6  | 3      | 0      | 9     |
| 2    | Hongrie          | 1  | 2      | 3      | 6     |
| 3    | Roumanie         | 1  | 0      | 1      | 2     |
| 4    | France           | 0  | 1      | 2      | 3     |
| 5    | Pologne          | 0  | 1      | 1      | 2     |
| 6    | Italie           | 0  | 1      | 0      | 1     |
| 7    | Autriche         | 0  | 0      | 1      | 1     |